# Vitacura
Vitacura est une commune chilienne de l'agglomération de Santiago, située dans la province et la région métropolitaine de Santiago.

## Géographie

Localisation de Vitacura (en rouge) au sein de l'agglomération de Santiago.

La commune s'étend sur 28,3 km2 principalement dans la plaine du Mapocho et s'étage au nord sur la chaîne de Manquehue.

### Communes limitrophes
Vitacura a le campus principal du Lycée Antoine-de-Saint-Exupéry de Santiago.